# Валентин Васјанович
Валентин Васјанович (рођен 21. јул 1971. године, Житомир) - украјински редитељ, сценариста и продуцент. Лауреат филмског фестивала у Венецији (2019, филм "Атлантида").

## Биографија
Рођен је 1971. године у Житомиру. Завршио је Музичку високу школу Виктор Косенко". Своју професију је почео у Националном универзитету театра "Карпенко-Кариј", где је дипломирао 1995. године, а 2000. године - добио је и другу диплому по смеру "редитеља документарног филма". Радио је у студијама украјинских кинематографиста Олексија Прокопенка и Олександра Коваља.
2006-2007. године студирао је у Школи редитељске уметности Анџеја Вајде у Пољској.

## Грађански став
2018. године подржао је обраћање Европске филмске академије на подршку украјинског редитеља Олега Сенцова, руског заробљеника.

## Филмови

### Редитељ
Филмови
- 2012 — «Звичајна справа»
- 2013 — «Креденс»
- 2017 — «Ривењ чорного»
- 2019 — «Атлантида»

Документарни филмови
- 2014 — «Присмерк»

Кратки филмови
- 1998 — «На згадку»
- 2001 — «Стари људи»
- 2004 — «Проти сонцја»
- 2006 — «Линија»
- 2007 — «Колискова для флејти з барабаном»

### Оператор
- 2014 — «Племја» (ред. Мирослав Слабошпицкиј, «The Tribe»)
- 2017 — «Згода» (реж. Maciej Sobieszczański, «Zgoda»)
- TBA — «Љуксембург» (ред. Мирослав Слабошпицкиј, «Luxembourg»)

## Награде
- 1998 — Међународни филмски фестивал «Золотиј Витјаз», Русија.
- 2002 — Прва награда на међународнном филмском фестивалу у Баку.
- 2005 — Међународни филмски фестивал кратких филмова у Клермон-Феррани, Француска.
- 2005 — Међународни филмски фестивал кратких филмова у Нанси, Француска.
- 2005 — Међународни филмски фестивал «Литопис».
- 2005 — Међународни филмски фестивал документарних филмова «Контакт».
- 2005 — Међународни филмски фестивал у Торонто, Канада.
- 2005 — Међународни филмски фестивал IMAGO, Португал.
- 2005 — Лауреат уметничке награде «Кијив».
- 2012 — Одесјки Међународни филмски фестивал Дон Кіхот.
- 2015 — Державна награда Украјине "Олександр Довженко".
- 2017 — Премија «Золота дзига» као најбољем оператеру.
- 2019 — Програм «Горизонти» Филмског фестивала у Венецији за «Атлантиду».
- 2019 — Међународни филмски фестивал у Токио.
- 2020 — Орден «За заслуги» ІІІ степена[1] — Васјанович се одрекао овог ордена [2].

### Номинација на филмску награду "Оскар"
29. августа 2017. године Украјински оскаровски комитет је званично номиновао филм "Ривењ чорного" на филмску награду "Оскар" као најбољи филм на страном језику.